# Charles Assalé
Charles Assalé (4 de novembro de 1911 na Província do Sul - 10 de dezembro de 1999 em Yaoundé) foi um político camaronês da União dos Povos dos Camarões. Ele serviu como Ministro das Finanças dos Camarões franceses de 1958 a 1959 e foi o primeiro primeiro-ministro do estado federado de Camarões Orientais de 15 de maio de 1960 a 19 de junho de 1965.